# Wadi-Suq-Kultur

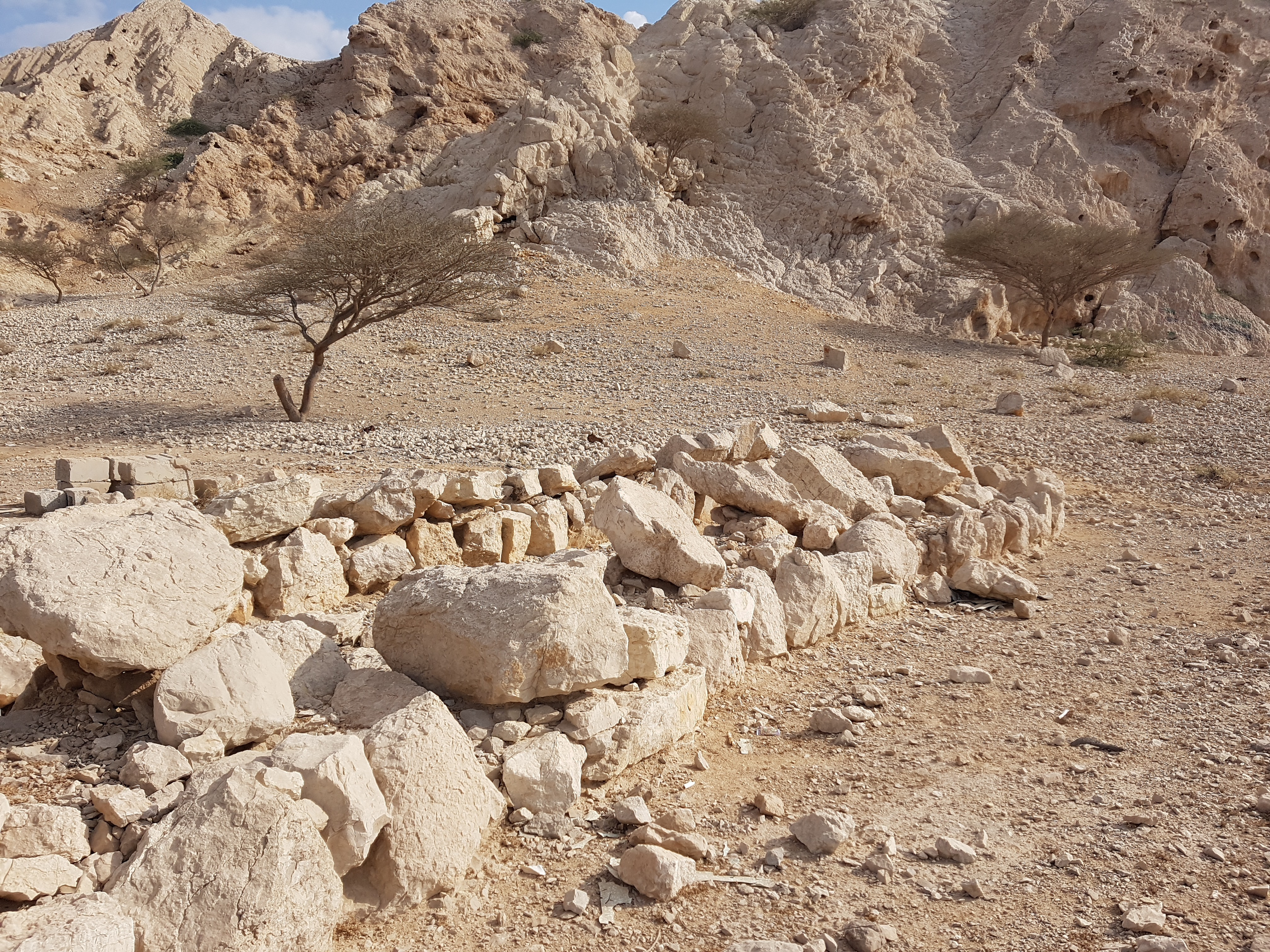
Wadi-Suq-Grab bei Shimal

Die Wadi-Suq-Kultur oder Wadi-Suq-Periode ist im Südosten der arabischen Halbinsel bezeugt und dauerte von 2000 bis etwa 1600 v. Chr. Die bronzezeitliche Kultur ist von einigen kleinen Siedlungen und vor allem von ihren Friedhöfen bekannt. Es handelte sich bei den Kulturträgern wahrscheinlich um Nomaden. Es gab Kontakte zu anderen Kulturkreisen, wie z. B. nach Bahrein. Die Wadi-Suq-Kultur ist der Nachfolger der Umm-an-Nar-Kultur.
Archäologische Ausgrabungen im Südosten der arabischen Halbinsel fanden erst seit den 1970er Jahren im größeren Maßstab statt. Die Wadi-Suq-Kultur wurde zuerst von Karen Frifelt, die den namensgebenden Friedhof ausgrub, identifiziert. Es wurde zunächst davon ausgegangen, dass die Kultur von etwa 2000 bis 1200 v. Chr. blühte. Spätere Untersuchungen gehen aber davon aus, dass die späte Phase von etwa 1600 bis 1200 eine eigene Kultur darstellt, die meist einfach als die späte Bronzezeit bezeichnet wird, während die Wadi-Suq-Kultur der mittleren Bronzezeit angehört. Von der Umm-an-Nar-Kultur stammen verschiedene steinerne Türme. Viele von ihnen sind von der Wadi-Suq-Kultur weiter benutzt worden, und es gibt auch neue Turmbauten. Der am besten untersuchte Turm ist der von Al-Khutm. Er wurde in der Zeit der Umm-an-Nar-Kultur errichtet, aber von der Wadi-Suq-Kultur weiter benutzt, mit weiteren An- und Umbauten. Der Turm und die angrenzenden Bauten sind aus Stein errichtet. Die Bauten dienten als Wohnungen, aber auch als Werkstätten. Hier fand sich auch ein Dilmun-Siegel.
Die Wadi-Suq-Kultur wird vor allem durch ihre Keramik identifiziert. So gut wie alle Gefäße dieser Kultur sind in der oberen Hälfte mit geometrischen Mustern bemalt. Als Gefäßformen finden sich vor allem Becher und Kannen mit Tüllen. Neben der Keramik gibt es auch zahlreiche Chloritgefäße, die meist ebenfalls mit geometrischen Mustern dekoriert sind. Die Gefäße sind meist rund. Einige von ihnen haben vier Knöpfe an der Außenseite. Es gibt Belege für Stempelsiegel.
Es gibt zahlreiche Friedhöfe der Wadi-Suq-Kultur in Oman, die eine relativ dichte Besiedlung andeuten. Bei den Grabanlagen handelt es sich meist um oberdische, runde Steinsetzungen mit einer unterirdischen Steinkiste, in der die Leiche lag. Viele Gräber haben aber auch nur eine unterirdische Steinkiste. Grabbeigaben sind nicht zahlreich. Zu den Funden gehören Chloritgefäße, Waffen und Schmuck. Wenige Grabanlagen konnten mehrere Leichen beinhalten.